# Сказаніє о письменах
Сказаніє о письменах, Сказание о письменах (суч. болг. Сказание за буквите) — твір болгарського письменника Храбра, у котрому викладено історію виникнення слов'янської писемності, обґрунтовувалися рівні права церковнослов'янської мови з грецькою і латинською, на яких було перекладено Святе Письмо.
Написана вкінці IX ст. — на початку X ст.
Пам'ятка вперше в Україні опублікована у «Букварі» Івана Федорова (Острог, 1578). В наш пам'ятка відома в 73 списках XIV—XVIII ст. (Усі тексти, розташовані в хронологічному порядку, видані в кн.: Куйо М. Куев. Черноризец Храбьр. — София, 1967). Найбільш рання редакція «Сказанія» представлена двома списками — Московським XV ст (ГБЛ, ф. 173, № 145) і Соловецьким XVII ст (ГПБ, Соловецкое собр., № 913).
Твір був популярний в Київській Русі. Найдавніший список українського походження вміщений у рукописному збірнику першої половини XVI ст., який належав Козьмі Василевичу, священику церкви Успіння Богородиці в м. Ковелі, і був подарований Хілендарському монастирю на Афоні. Нині зберігається у Віденській національній бібліотеці.